# La herencia Valdemar II: La sombra prohibida
La herencia Valdemar II: La sombra prohibida es una película estrenada en 2011, escrita y dirigida por José Luis Alemán. Se trata de la continuación de La herencia Valdemar. La película, inspirada en la obra de H. P. Lovecraft, obtuvo el galardón a los mejores efectos especiales de la XXXI edición del Festival de Cine Fantástico de Oporto (Fantasporto).

## Reparto
- Daniele Liotti: Lázaro Valdemar
- Óscar Jaenada: Nicolás Tremel
- Laia Marull: Leonor Valdemar
- Silvia Abascal: Luisa Llorente
- Rodolfo Sancho: Eduardo
- Ana Risueño: Doctora Cerviá
- Norma Ruiz: Ana
- Santi Prego: Santiago
- José Luis Torrijo: Dámaso
- Jesús Olmedo: Chambelán
- José Torija: Engendro
- María Alfonsa Rosso: Gitana
- Luis Zahera: H. P. Lovecraft
- Paul Naschy: Jervás
- Eusebio Poncela: Maximilian Colvin